# Verbena jordanensis
Verbena jordanensis — вид трав'янистих рослин родини Вербенові (Verbenaceae), ендемік пд. Бразилії.

## Опис
Розпростерта трава, стебла запушені, квіткові гілки прямостійні, до 20 см заввишки, вкриті жорсткими волосками, іноді із залозистими волосками. Листки на ніжках 5 мм, листові пластини 10–20×5–20 мм, від 3-лопатевих до 3-х розділених, верхівка від гострої до тупої, поля зубчасті, верхня поверхня з короткими жорсткими притиснутими волосками, низ — із жорсткими волосками, переважно над жилками. 
Суцвіття — малоквіткові колоски, збільшені в плодоношенні. Квіткові приквітки 3–3.5 мм, яйцюваті з гострою верхівкою, поля волосисті. Чашечка довжиною 4–5 мм, жорстко волосиста над жилками, іноді із залозистими волосками, трикутні зубчики 0.5–1 мм. Віночок фіолетовий або синій, 5–6 мм, зовні війчастий.

## Поширення
Ендемік пд. Бразилії, штатів Парана, Санта-Катаріна і Ріо-Гранді-ду-Сул.
Населяє луки та скелясті пагорби на висотах від 780 до 1800 м.